# ميقونة ذهبية
ميقونة ذهبية (الاسم العلمي:Mucuna aurea) هو نوع من النباتات يتبع جنس ميقونة من الفصيلة البقولية.